# IC 2883
IC 2883 ist eine Balken-Spiralgalaxie vom Hubble-Typ SB im Sternbild Löwe an der Ekliptik. Sie ist schätzungsweise 568 Millionen Lichtjahre von der Milchstraße entfernt.
Das Objekt wurde am 27. März 1906 von Max Wolf entdeckt.